# 秦皇岛港口博物馆
秦皇岛港口博物馆，位于河北省秦皇岛市海港区南山街13号，是展示秦皇岛港口历史文化的博物馆。

## 简介
秦皇岛港口博物馆位于第七批全国重点文物保护单位“秦皇岛港口近代建筑群”中的“开滦矿务局秦皇岛高级员司俱乐部”内，保持了原建筑风格及格局。开滦矿务局秦皇岛高级员司俱乐部建筑建于1910年。1911年建成。该俱乐部又称南山高级员司俱乐部，专供在秦皇岛工作的开滦中外高级员司休闲娱乐。俱乐部建筑是欧式风格，内设酒吧、舞厅、电影厅、台球室、会客厅等设施，外有网球场、露天舞池、花园。2008年，开滦矿务局秦皇岛高级员司俱乐部作为“秦皇岛港口近代建筑群”组成部分被公布为河北省文物保护单位。2013年，作为“秦皇岛港口近代建筑群”组成部分被公布为第七批全国重点文物保护单位。
秦皇岛港口博物馆是河北港口集团建设的公益性文化项目。2012年始建，2013年6月正式完工并开馆。这是河北省和秦皇岛市第一家港口博物馆。博物馆先后被定为河北港口集团公司企业文化示范基地、廉洁文化教育基地、港口青年宣传教育实践基地、秦皇岛市爱国主义教育基地、河北省爱国主义教育基地。
秦皇岛港口博物馆占地面积4000平方米，分为室外展区和室内展厅。室外展区有1980年代至1990年代秦皇岛港集疏运主力机车“上游1115号”蒸汽机车，参观路线用具有百年历史的开滦缸砖铺设，还有书法家范曾书写的曹操《观沧海》汉白玉浮雕，反映旧秦皇岛港单身码头工人生活的“锅伙”雕塑群。
室内共5个展厅，分别展示港口起源、古代碣石港、近代自开港、现代枢纽港四大主题，介绍了秦皇岛港形成和发展的历史。展示手段包括文字、图片、文物、模型、三维动画、场景再现等。